# Explorer 18
L'Explorer 18 fu un satellite statunitense appartenente al Programma Explorer, il suo compito fu studiare la magnetosfera terrestre.
Fu la prima piattaforma di monitoraggio interplanetaria destinata allo studio della radiazione ambientale da una distanza superiore ai 273.000 chilometri dalla Terra.

## La missione
Explorer 18 fu lanciato il 27 novembre del 1963 da Cape Canaveral.
L'immissione in orbita avvenne come previsto e fu stabilizzato mediante una rotazione sul proprio asse di 22 giri al minuto con un apogeo di 1.020 ore.
Il satellite funzionò in maniera egregia fino al 30 maggio del 1964, poi fu utilizzato in maniera saltuaria fino al 10 maggio 1965, quando fu definitivamente abbandonato.

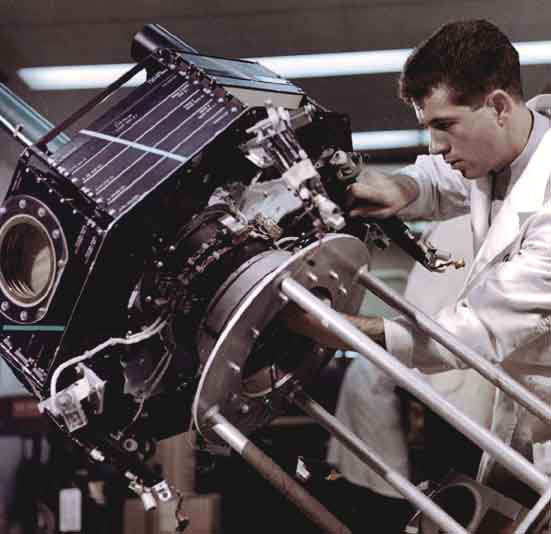
Un ricercatore esegue un test su Explorer 18.

## Il satellite
Explorer 18 era alimentato da un sistema di pannelli solari e batterie ricaricabili i quali fornivano energia ai vari strumenti scientifici tra i quali ricordiamo: un magnetometro, un rilevatore di raggi cosmici, un rilevatore di protoni del vento solare, una camera a ioni per lo studio delle particelle geomagnetiche, e un rilevatore a coppa di Faraday.
I dati ottenuti erano spediti a Terra in una sequenza di 795 bit in 81,9 secondi.